# Hållnäs församling
Hållnäs församling var en församling i Uppsala stift och i Tierps kommun i Uppsala län. Församlingen uppgick 2006 i Hållnäs-Österlövsta församling.

## Administrativ historik
Församlingen har medeltida ursprung och utgjorde till 1989 ett eget pastorat för att därefter till 2006 vara annexförsamling i pastoratet Österlövsta och Hållnäs. Församlingen uppgick 2006 i Hållnäs-Österlövsta församling.

## Kyrkoherdar
| Ämbetstid | Namn                     | Levnadstid | Övrigt                                     |
| --------- | ------------------------ | ---------- | ------------------------------------------ |
| 1556      | Olaus                    |            |                                            |
| 1577      | Christophorus Georgii    |            |                                            |
| 1593–1600 | Petrus                   |            |                                            |
| 1636–1672 | Benedictus Laurentii     | –1672      |                                            |
| 1672–1683 | Pehr Sandel              | –1683      |                                            |
| 1684–1686 | Johannes Magni Isopedius | –1686      |                                            |
| 1708      | Johan Holtzberg          | –1708      |                                            |
| 1709–1728 | Magnus Leufstadius       | –1728      |                                            |
| 1728–1736 | Eduard Wallner           | 1677–1736  |                                            |
| 1737–1787 | Olof Deckberg            | 1696–1787  |                                            |
| 1787–1795 | Pehr Johan Wallner       |            | Senare kyrkoherde i Segersta församling.   |
| 1796–1801 | Daniel Justus            |            | Senare kyrkoherde i Tegelsmora församling. |
| 1801–1809 | Jonas Kjelldahl          | 1752–1809  |                                            |
| 1809–1826 | Lars Gillberg            |            | Senare kyrkoherde i Tegelsmora församling. |
| 1827–1836 | Matthias Wallmon         | 1790–1836  |                                            |
| 1836–     | Johan Gustaf Söderbaum   | 1804–      |                                            |

## Organister
| Ämbetstid | Namn            | Levnadstid | Övrigt    |
| --------- | --------------- | ---------- | --------- |
| 1952–1964 | Emanuel Jansson | 1904–      | Organist. |

## Kyrkor
- Hållnäs kyrka